# برگن (فرانکن وسطی)
برگن (به آلمانی: Bergen) یک شهر در آلمان است که در وایسنبورگ-گونتسنهاوزن واقع شده‌است.